# I ungdomens rosiga, leende vår
I ungdomens rosiga, leende vår är en psalmtext av Lina Sandell. Texten har fyra verser och sjungs, ej för fort,  till en svensk folkmelodi 3/4 i Ess-dus

## Publicerad i
- Kyrklig sång 1928, nr 131
- Sions Sånger 1951 nr 214 under "Tillägget".
- Sions Sånger 1981 nr 275 under rubriken "Ungdom".